# Mr. Jack
Mr. Jack – detektywistyczna turowa gra planszowa przeznaczona dla dwóch osób. Gra była wielokrotnie nagradzana, m.in. zdobyła główną nagrodę International Gamers Award 2007. Gra doczekała się kilku kontynuacji jak Mr. Jack extension, Mr. Jack pocket, Mr. Jack in New York.
Akcja gry dzieje się w roku 1888 w Whitechapell, ponurej dzielnicy Londynu. Kuba Rozpruwacz, tytułowy Mr. Jack (od ang. Jack the ripper), stara się opuścić miejsce zbrodni, ale musi uważać na trwającą obławę i świadków.

## Zasady gry
Jeden z graczy staje się tytułowym Mr. Jackiem, a jego zadaniem jest uciec z miejsca zbrodni jedną z 4 uliczek lub pozostać nie wykrytym przez 8 tur. Celem drugiego gracza detektywa-śledczego jest złapanie Kuby Rozpruwacza na gorącym uczynku lub wskazanie, która postać to Mr. Jack w ciągu 8 tur.

## Zestaw materiałów i postaci
W zestawie do gry znajduje się plansza, 8 dwustronnych pionków-żetonów postaci, 8 zielonych kart postaci z piktogramami określającymi ruch i umiejętności, 8 brązowych kart alibi postaci, karta Świadka, 6 żetonów gazowych latarni, 2 żetony zamkniętych włazów do kanału oraz 2 pionki policyjnych kordonów.
W grze występuje 8 postaci śledczych: Sherlock Holmes, John H. Watson, John Smith, Inspektor Lestrade, Miss Stealthy, Sierżant Goodley, Sir William Gull oraz Jeremy Bert, z których każda może być tytułowym Mr. Jackiem. Każda z postaci posiada umiejętności specjalne, które umożliwiają wykonywanie różnych czynności m.in. zmieniających układ planszy.

## Rozgrywka
Gra ma ustalony i niezmienny układ początkowy przedstawiony w instrukcji. Wszystkie pionki postaci są kolorowe, czyli podejrzane. Osoba grająca jako Mr. Jack losuje jedną kartę alibi i ją zatrzymuje tylko dla swojej wiadomości. Od teraz wylosowana postać jest Kubą Rozpruwaczem. Losowane są 4 karty postaci, z których co turę zmienia się kolejność ruchów graczy i kolejność wyciągani kart – zgodnie ze schematem umieszczonym na planszy. W kolejnej połowie tury drugi gracz musi niewykorzystane wcześniej kary postaci, aby zachować bilans gry.
Podczas wykonywania ruchu postacią należy się ruszyć o wartość pól określoną przez widełki na piktogramach oraz obligatoryjnie wykonać czynność specjalną wynikającą z umiejętności (jedynie Sir Wiliam Gull może nie wykonywać czynności specjalnej). W mieście zapalonych jest 6 latarni, z których 4 systematycznie gasną – jedna co turę. Postacie znajdujące się na polach przyległych do latarni lub innych postaci albo na linii prostej z postacią Johna W. Watsona dysponującego lampą pozostają widoczne – mają świadka.
Na koniec każdej tury osoba grająca Mr. Jackiem musi poinformować przeciwnika o tym, czy Mr. Jack ma świadka, czy może jest niewidoczny (skryty w cieniu). Na tej podstawie detektyw może dedukować, które postacie mogą mieć alibi i można je wykluczyć ze śledztwa (odwrócić żeton szarym rysunkiem postaci). Postacie cały czas pozostają w grze, nawet jeżeli miały alibi, gdyż są częścią obławy na Mr. Jacka. Mr. Jack jak i inne postacie mogą używać do szybszego przemieszczania się kanałów, chyba że miejsce kanału zakryte jest włazem. Dodatkowo dwie z czterech uliczek obstawione są przez patrole policji, które blokują ucieczkę. Dodatkowym utrudnieniem jest to, że Mr. Jack może uciec z dzielnicy tylko pod warunkiem, że w poprzedniej turze nie miał świadków: to jest nie był pod lampą lub w towarzystwie innych postaci, które mogłyby rozpoznać uciekiniera. Niektóre postacie mają dodatkowe umiejętności, jak zmianę lokalizacji włazów, lamp lub patroli oraz umiejętności przyciągania podejrzanych. Dodatkowymi szansami na wykrycie sprawcy są karty alibi oferowane przez postać Sherlocka Holmesa, dzięki którym detektyw może wykluczać kolejne postacie niebędące Mr. Jackiem lub w rękach Mr. Jacka ukrywać alibi przed detektywem, w celu utrudnienia dedukcji.
Gra się zakończy wygraną detektywa-śledczego jeśli Mr. Jack zostanie wskazany przez rzucenie podejrzenia przez jedną z postaci na inną stojącą w obrębie jej ruchu. Jeśli będzie ono nietrafne lub Mr. Jack w międzyczasie ucieknie albo w ogóle nie zostanie wykryty przez okres 8 tur, wygrywa Mr. Jack.